# 小川開世
小川 開世（おがわ かいせい、2001年2月25日 - ）は、東京都出身のサッカー選手。ポジションはMF。

## 来歴
横河武蔵野FC/東京武蔵野シティの下部組織出身で、拓殖大学に進学した。
2023年1月7日にシンガポールプレミアリーグのアルビレックス新潟シンガポールへの加入が発表された。同クラブは同月に同じ拓殖大学から岸本駿朔、深代陸の加入を発表したため、三人は大学に引き続いてチームメイトとなった。2月19日のシンガポール・チャリティーシールドでフル出場して選手初出場を記録した。
2024年2月13日に同じくシンガポールプレミアリーグのヤング・ライオンズへの移籍が発表された。
2025年7月2日、ゲイラン・インターナショナルFC加入が発表された。